# 山羊和狼
《山羊和狼》是一部中国上海美术电影制片厂制作的剪纸动画短片，根据左文的同名童话改编。

## 剧情简介
一只小山羊在河边饮水，大灰狼出现了，硬说河水是他的，还说晚上要来吃掉小山羊，作为偷喝水的惩罚。小山羊很害怕，回家路上，小羊先后遇到了小猫、小刺猬、小猴子等小动物，他们听说这件事后，都决定帮助小羊。到了晚上，大灰狼如期而至，小羊在小动物们协力帮助下，成功赶跑了大灰狼。